# Sriferia
Sriferia är ett släkte av fjärilar. Sriferia ingår i familjen stävmalar.
Kladogram enligt Catalogue of Life:
| Sriferia | \| \| Sriferia cockerella \| \| \| \| \| \| Sriferia fulmenella \| \| \| \| \| \| Sriferia oxymeris \| \| \| \| \| \| Sriferia prorepta \| \| \| \| |
|          | \| \| Sriferia cockerella \| \| \| \| \| \| Sriferia fulmenella \| \| \| \| \| \| Sriferia oxymeris \| \| \| \| \| \| Sriferia prorepta \| \| \| \| |
|          | Sriferia cockerella |
|          | |
|          | Sriferia fulmenella |
|          | |
|          | Sriferia oxymeris |
|          | |
|          | Sriferia prorepta |
|          | |